# Holbach (Hohenstein)
Holbach is een  dorp in de Duitse gemeente Hohenstein in het Landkreis Nordhausen in Thüringen. Het dorp wordt als Holbikk voor het eerst genoemd in 1093. Tot 1996 was Holbach een zelfstandige gemeente.